# Jean-Pierre Nonault
Jean-Pierre Nonault, né le 23 mars 1937 à Sibiti, dans le département de la Lékoumou, et mort le 25 janvier 2024 à Aubervilliers en France, est un homme politique congolais. Il est l'un des cofondateurs du Parti congolais du travail (PCT) en 1969 et ancien sénateur. Il est également ambassadeur extraordinaire du Congo en URSS et en France sous la présidence de Marien-Nguabi.

## Biographie
Jean-Pierre Nonault nait le 23 mars 1937 à Sibiti. Il étudie au collège normal Raymond-Paillet de Dolisie, actuellement Mbounda.
Commissaire du gouvernement de la région du Kouilou en 1971, il est nommé, le 13 novembre 1973, directeur de l’Agence congolaise d’information (ACI). Sa carrière diplomatique commence en 1974, quand le président Marien Ngouabi le nomme ambassadeur de la République du Congo en ex URSS, en République populaire et démocratique de Mongolie et en Hongrie, avec pour résidence principale Moscou. De 1977 à 1981, il est ambassadeur du Congo en France, en Espagne, en Suisse, au Portugal, au Royaume-Uni, au Vatican et à l’Unesco, avec résidence à Paris. De retour au pays en 1984, il est nommé secrétaire général du ministère des Affaires étrangères.
Sur le plan politique, Jean-Pierre Nonault est membre fondateur du PCT en 1969. Élu au comité central du PCT en 1979, il y est réélu en 1984. Il est aussi sénateur pour le compte de la Cuvette de 2002 à 2023. Président du groupe parlementaire des Forces démocratiques unies et Alliés en octobre 2002, il  assume aussi les fonctions de président du groupe parlementaire du Rassemblement de la majorité présidentielle puis du PCT au Sénat, ainsi que celles de président du Collectif des sénateurs de la Cuvette.
Il est le père de l'actuelle ministre Arlette Soudan-Nonault.